# Georg Adam Eger

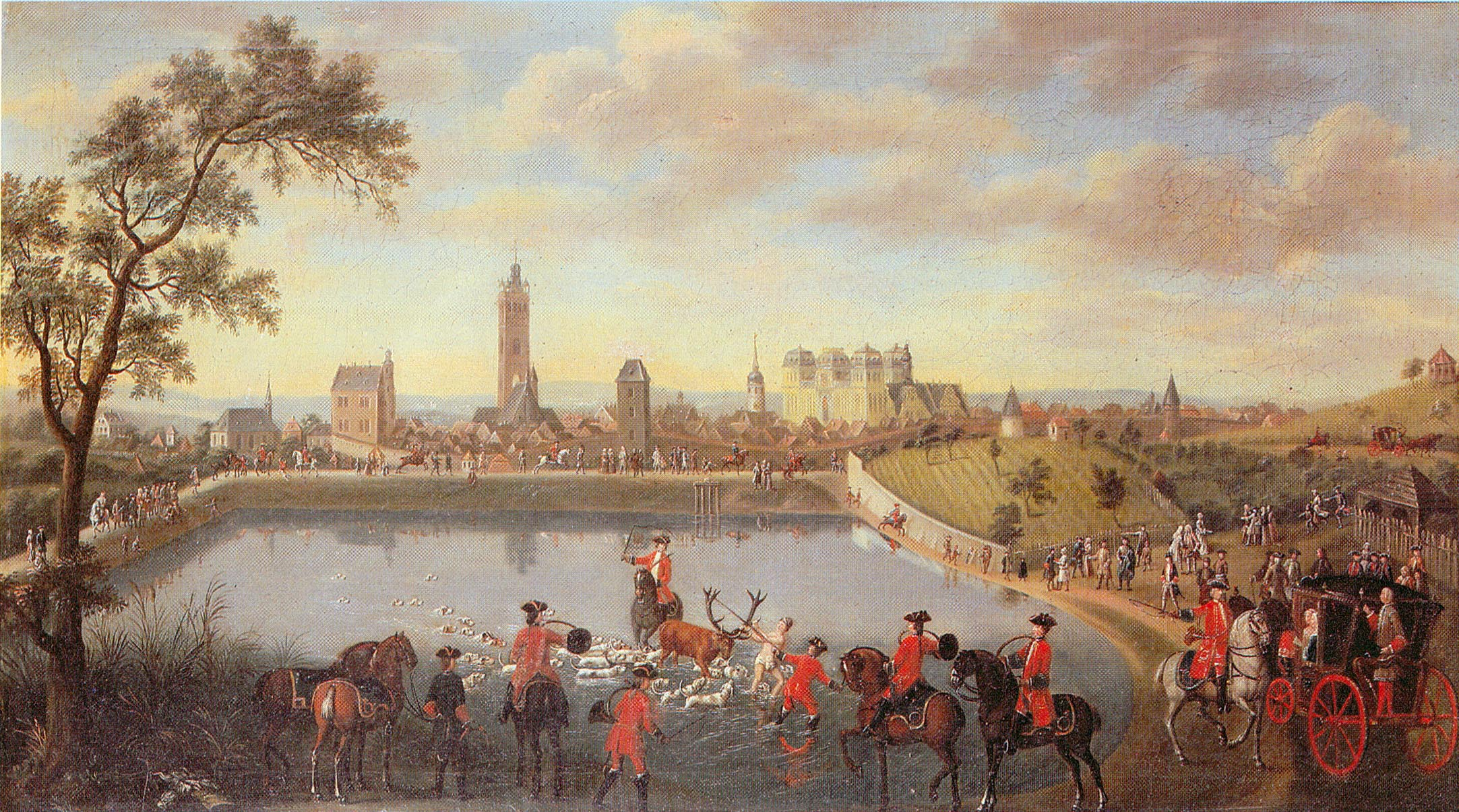
Der Hirsch im Großen Woog – obraz Egera z ok. 1755 przedstawiający polowanie na jelenia

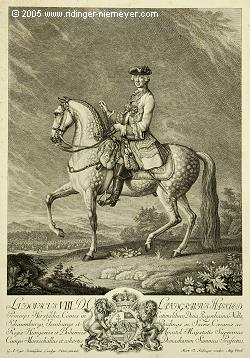
Ludwik VIII, landgraf Hesji-Darmstadt, rycina Martina Eliasa Ridingera, (1730–1780), według obrazu Georga Adama Egera

Georg Adam Eger (ur. 1727 w Murrhardt, zm. 1808 tamże) – niemiecki malarz. Twórca scen z polowań i obrazów przyrody.
W latach 1748–1768 zatrudniał go Ludwik VIII, landgraf Hesji-Darmstadt, wielki amator polowań, dla którego Eger malował sceny z polowań. W 1765, gdy zmarł Johann Christian Fiedler, Eger uzyskał tytuł i funkcję malarza nadwornego (Hofmaler).
W 1750 roku Ludwik VIII zlecił Egerowi misję dostarczenia Marii Teresie kosztownego prezentu w postaci kunsztownego zegara. Po śmierci Ludwika VIII jego syn Ludwik IX zwolnił Egera.
Georg Eger posiadał własny znakomicie wyposażony gabinet twórczy w myśliwskim zamku w Kranichstein, gdzie do dziś można oglądać wiele jego obrazów.